# Championnat du Portugal de football 2015-2016
Navigation
Championnat du Portugal de football 2014-2015 Championnat du Portugal de football 2016-2017
La saison 2015-2016 de Primeira Liga, ou Liga NOS, est la 82e édition du championnat du Portugal de football.
Dix-huit équipes participent à ce championnat :
- les seize premiers de la saison précédente
- les deux promus de Segunda Liga 2014-2015.

Tous les clubs sont confrontés à deux reprises aux dix-sept autres selon le principe des matches aller et retour.
À l'issue de la saison, les cinq meilleures équipes se qualifient pour les compétitions européennes. Trois places qualificatives pour la Ligue des champions de l'UEFA 2016-2017 sont attribuées aux trois premiers, dont les deux premières pour la phase de groupe, la troisième donnant accès au tour de barrages pour non-champions.
Deux autres places donnent accès, pour les équipes classées 4e et 5e, à la Ligue Europa 2016-2017, depuis le 3e tour de qualification. Une dernière place pour la Ligue Europa 2016-2017 est attribuée au vainqueur de la Taça de Portugal 2015-2016, qui lui donne un accès direct à la phase de groupe.
À l'inverse, les clubs finissant aux 17e et 18e places sont relégués en Segunda Liga 2016-2017.
Le SL Benfica, double champion sortant, remet son titre en jeu. Titre que le club remporte le 15 mai 2016 pour la troisième fois consécutive (ce qui n'arrivait pas depuis 39 ans), après avoir lutté toute la saison pour refaire leur retard sur le rival de Lisbonne, le Sporting CP.
Le sacre semblait promis à ces derniers, jusqu'au match décisif de la 25e journée, remporté par les Aigles sur le score de un but à zéro, sur le terrain des Lions.

## Les clubs participants
| \| Académica Arouca Belenenses Benfica Boavista SC Braga Estoril Moreirense P. Ferreira FC Porto Rio Ave Sporting Tondela V. Guimarães V. Setúbal \| Localisation des clubs participants. |
| Académica Arouca Belenenses Benfica Boavista SC Braga Estoril Moreirense P. Ferreira FC Porto Rio Ave Sporting Tondela V. Guimarães V. Setúbal                                            |

| \| Marítimo Nacional União \| Clubs participants de l'île de Madère. |
| Marítimo Nacional União                                              |

| Club         | Se maintient depuis | Classement 2014-2015 | Entraîneur                 | Depuis | Stade                                         | Capacité théorique | Ville              |
| ------------ | ------------------- | -------------------- | -------------------------- | ------ | --------------------------------------------- | ------------------ | ------------------ |
| Académica    | 2002                | 14e                  | Filipe Gouveia             | 2015   | Estádio EFAPEL Cidade de Coimbra              | 29 744             | Coimbra            |
| Arouca       | 2013                | 16e                  | Lito Vidigal               | 2015   | Estádio Municipal de Arouca                   | 5 000              | Arouca             |
| Belenenses   | 2013                | 6e                   | Ricardo Sá Pinto           | 2015   | Estádio do Restelo                            | 19 856             | Lisbonne           |
| Benfica      | 1934                | 1er                  | Rui Vitória                | 2015   | Estádio do Sport Lisboa e Benfica             | 65 647             | Lisbonne           |
| Boavista     | 2014                | 13e                  | Rodrigues Teixeira de Melo | 2015   | Estádio do Bessa Séc. XXI                     | 30 000             | Porto              |
| SC Braga     | 1974                | 4e                   | Paulo Fonseca              | 2015   | Estádio Municipal de Braga                    | 30 286             | Braga              |
| Estoril      | 2012                | 12e                  | José Couceiro              | 2014   | Estádio António Coimbra da Mota               | 8 000              | Estoril            |
| Marítimo     | 1985                | 9e                   | Nelo Vingada               | 2015   | Estádio dos Barreiros                         | 7 200              | Funchal            |
| Moreirense   | 2014                | 11e                  | Miguel Leal                | 2014   | Estádio Comendador Joaquim de Almeida Freitas | 6 153              | Moreira de Cónegos |
| Nacional     | 2002                | 7e                   | Manuel Machado             | 2012   | Estádio da Madeira                            | 5 586              | Funchal            |
| P. Ferreira  | 2005                | 8e                   | Jorge Simão                | 2015   | Estádio Capital do Móvel                      | 6 404              | Paços de Ferreira  |
| FC Porto     | 1934                | 2e                   | José Peseiro               | 2015   | Estádio do Dragão                             | 50 431             | Porto              |
| Rio Ave      | 2007                | 10e                  | Pedro Martins              | 2014   | Estádio dos Arcos                             | 9 065              | Vila do Conde      |
| Sporting     | 1934                | 3e                   | Jorge Jesus                | 2015   | Estádio José Alvalade                         | 50 044             | Lisbonne           |
| Tondela      | 2015                | 1er (L2)             | José Vilaça                | 2016   | Estádio João Cardoso                          | 3 000              | Tondela            |
| U. Madeira   | 2015                | 2e (L2)              | Luís Norton de Matos       | 2015   | Campo do Adelino Rodrigues                    | 3 000              | Funchal            |
| V. Guimarães | 2007                | 5e                   | Sergio Conceição           | 2015   | Estádio D. Afonso Henriques                   | 30 008             | Guimarães          |
| V. Setúbal   | 2004                | 15e                  | Quim Machado               | 2015   | Estádio do Bonfim                             | 13 468             | Setúbal            |

## Compétition
Chaque équipe reçoit trois points pour une victoire, un pour un match nul et aucun en cas de défaite.

À l'issue du championnat
- La Ligue Portugaise de Football Professionnel (LPFP) a déterminé que le départage des équipes se retrouvant avec égalité de nombre de points, se fait comme suit, selon l'ordre de priorité :

1. Plus grand nombre de points obtenus par les clubs à égalité, en confrontation directe
2. Plus grande différence de buts particulière entre les clubs à égalité
3. Plus grand nombre de buts marqués à l'extérieur entre les clubs à égalité, en confrontation directe
4. Plus grande différence de buts sur l'ensemble de la compétition
5. Plus grand nombre de victoires sur l'ensemble de la compétition
6. Plus grand nombre de buts marqués sur l'ensemble de la compétition

- Si, malgré l'application successive de tous les critères établis dans l'article ci-dessus, il subsiste encore une situation d'égalité, le départage se fait comme suit :

En cas d'égalité entre deux clubs, seulement :
1. Réaliser un match d'appui entre les deux clubs, sur terrain neutre désigné par la LPFP
2. Si, à la fin du temps réglementaire, l'égalité subsiste, une période prolongation de trente minutes, divisée en deux périodes de quinze minutes chacune, sera alors accordée
3. S'il subsiste encore une situation d'égalité à la fin de la période de prolongation, la désignation du vainqueur se fera par le biais d'une séance de tirs au but, en accord avec les Lois du Jeu

En cas d'égalité entre plus de deux clubs :
1. Réaliser une compétition en toute ronde simple, sur terrain neutre, pour désigner le vainqueur
2. Si, à la fin de cette compétition, aucun vainqueur n'a été désigné, et qu'il reste deux équipes ou plus en situation d'égalité, procéder alors au départage en reprenant tous les critères depuis le début

Durant la compétition
- Il est important de préciser que pour établir le classement journée par journée, les critères appliqués pour le départage des clubs sont les suivants :

1. Plus grande différence de buts sur l'ensemble de la compétition
2. Plus grand nombre de victoires sur l'ensemble de la compétition
3. Plus grand nombre de buts marqués sur l'ensemble de la compétition

- Si malgré tout, après avoir appliqué les trois précédents critères, il subsiste deux clubs ou plus en situation d'égalité, il est alors attribué à tous la même position dans le classement.

Source : ligaportugal.pt

### Classement
| Rang | Équipe         | Pts | J  | G  | N  | P  | Bp | Bc | Diff |
| ---- | -------------- | --- | -- | -- | -- | -- | -- | -- | ---- |
| 1    | SL Benfica T L | 88  | 34 | 29 | 1  | 4  | 88 | 22 | +66  |
| 2    | Sporting CP S  | 86  | 34 | 27 | 5  | 2  | 79 | 21 | +58  |
| 3    | FC Porto       | 73  | 34 | 23 | 4  | 7  | 67 | 30 | +37  |
| 4    | SC Braga C     | 58  | 34 | 16 | 10 | 8  | 54 | 35 | +19  |
| 5    | Arouca         | 54  | 34 | 13 | 15 | 6  | 47 | 38 | +9   |
| 6    | Rio Ave        | 50  | 34 | 14 | 8  | 12 | 44 | 44 | 0    |
| 7    | P. Ferreira    | 48  | 34 | 13 | 10 | 11 | 43 | 42 | +1   |
| 8    | Estoril        | 47  | 34 | 13 | 8  | 13 | 40 | 41 | -1   |
| 9    | Belenenses     | 41  | 34 | 10 | 11 | 13 | 44 | 66 | -22  |
| 10   | V. Guimarães   | 40  | 34 | 9  | 13 | 12 | 45 | 53 | -8   |
| 11   | Nacional       | 38  | 34 | 10 | 8  | 16 | 40 | 56 | -16  |
| 12   | Moreirense     | 36  | 34 | 9  | 9  | 16 | 38 | 54 | -16  |
| 13   | Marítimo       | 35  | 34 | 10 | 5  | 19 | 45 | 63 | -18  |
| 14   | Boavista       | 33  | 34 | 8  | 9  | 17 | 24 | 41 | -17  |
| 15   | V. Setúbal     | 30  | 34 | 6  | 12 | 16 | 40 | 61 | -21  |
| 16   | Tondela P      | 30  | 34 | 8  | 6  | 20 | 34 | 54 | -20  |
| 17   | U. Madeira P   | 29  | 34 | 7  | 8  | 19 | 27 | 50 | -23  |
| 18   | Académica      | 25  | 34 | 5  | 10 | 19 | 32 | 60 | -28  |

Qualifications européennes
Ligue des champions 2016-2017
- 1er et 2e : Phase de groupes
- 3e : Tour de barrages pour non-champions

Ligue Europa 2016-2017
- C : Phase de groupes
- 5e et 6e  : 3e tour de qualification

Relégations
- 17e et 18e : Relégation en Segunda Liga 2016-2017

Abréviations
T : Tenant du titre 2014-2015 

P : Promus de Segunda Liga 2014-2015 

S : Vainqueur de la Supertaça de Portugal 2015 

C : Vainqueur de la Taça de Portugal 2015-2016 

L : Vainqueur de la Taça da Liga 2015-2016
Source : ligaportugal.pt.

### Leader (journée par journée)
Dernière mise à jour : 15 mai 2016
- SLB : SL Benfica
- Aro : Arouca

Source : ligaportugal.pt.

### Lanterne rouge (journée par journée)
Dernière mise à jour : 14 mai 2016
Source : ligaportugal.pt.

### Matchs
| Résultats (▼dom., ►ext.)                                   | Aca | Aro | Bel | Ben | Boa | Bra | Est | Mar | Mor | Nac | P.Fer | Por | Rio | Spo | Ton | U.Mad | V.Gui | V.Set |
| Académica                                                  |     | 1-1 | 4-3 | 1-2 | 0-2 | 0-0 | 0-3 | 3-0 | 1-1 | 2-2 | 1-1   | 1-2 | 0-2 | 1-3 | 2-1 | 3-1   | 2-0   | 0-4   |
| Arouca                                                     | 3-2 |     | 2-2 | 1-0 | 3-2 | 0-0 | 1-0 | 4-1 | 1-2 | 3-0 | 2-2   | 1-3 | 0-0 | 0-1 | 1-1 | 3-0   | 2-2   | 1-0   |
| Belenenses                                                 | 1-1 | 0-2 |     | 0-5 | 1-0 | 3-0 | 2-1 | 1-1 | 2-0 | 2-2 | 0-2   | 1-2 | 3-3 | 2-5 | 2-1 | 1-0   | 3-3   | 0-3   |
| Benfica                                                    | 3-0 | 3-1 | 6-0 |     | 2-0 | 5-1 | 4-0 | 6-0 | 3-2 | 4-1 | 3-0   | 1-2 | 3-1 | 0-3 | 4-1 | 2-0   | 1-0   | 2-1   |
| Boavista                                                   | 0-0 | 0-0 | 1-0 | 0-1 |     | 0-0 | 1-1 | 0-1 | 0-3 | 0-1 | 0-1   | 0-5 | 1-2 | 0-0 | 1-0 | 1-0   | 1-2   | 4-0   |
| SC Braga                                                   | 3-0 | 0-0 | 4-0 | 0-2 | 4-0 |     | 2-0 | 5-1 | 1-1 | 2-1 | 1-1   | 3-1 | 5-1 | 0-4 | 3-0 | 2-0   | 3-3   | 3-2   |
| Estoril                                                    | 1-1 | 1-1 | 2-0 | 1-2 | 1-0 | 1-0 |     | 2-1 | 2-0 | 1-1 | 1-0   | 1-3 | 2-2 | 1-2 | 2-1 | 2-1   | 0-1   | 3-0   |
| Marítimo                                                   | 1-0 | 1-2 | 1-2 | 0-2 | 0-3 | 1-3 | 1-1 |     | 5-1 | 2-0 | 0-2   | 1-1 | 3-2 | 0-1 | 1-0 | 0-1   | 3-0   | 5-2   |
| Moreirense                                                 | 2-2 | 0-2 | 2-3 | 1-4 | 1-1 | 0-0 | 1-3 | 2-1 |     | 2-0 | 2-0   | 2-2 | 0-1 | 0-1 | 1-2 | 0-0   | 3-4   | 0-2   |
| Nacional                                                   | 2-0 | 2-2 | 2-2 | 1-4 | 0-0 | 2-3 | 4-1 | 3-1 | 0-1 |     | 3-0   | 1-2 | 1-0 | 0-4 | 3-1 | 1-0   | 3-2   | 1-1   |
| P. Ferreira                                                | 1-0 | 1-1 | 2-2 | 1-3 | 0-1 | 1-0 | 2-0 | 2-2 | 0-0 | 3-1 |       | 1-0 | 0-3 | 1-3 | 1-4 | 6-0   | 0-1   | 2-1   |
| FC Porto                                                   | 3-1 | 1-2 | 4-0 | 1-0 | 4-0 | 0-0 | 2-0 | 1-0 | 3-2 | 4-0 | 2-1   |     | 1-1 | 1-3 | 0-1 | 3-2   | 3-0   | 2-0   |
| Rio Ave                                                    | 1-0 | 3-1 | 1-2 | 0-1 | 1-0 | 1-0 | 1-3 | 1-0 | 0-1 | 1-0 | 1-1   | 1-3 |     | 1-2 | 2-3 | 1-0   | 2-0   | 2-1   |
| Sporting                                                   | 3-2 | 5-1 | 1-0 | 0-1 | 2-0 | 3-2 | 1-0 | 3-1 | 3-1 | 1-0 | 1-1   | 2-0 | 0-0 |     | 2-2 | 2-0   | 5-1   | 5-0   |
| Tondela                                                    | 2-0 | 0-1 | 2-2 | 0-4 | 1-2 | 0-1 | 0-1 | 3-4 | 1-1 | 1-0 | 0-2   | 0-1 | 1-1 | 1-2 |     | 1-0   | 1-1   | 1-3   |
| U. Madeira                                                 | 3-1 | 0-0 | 0-0 | 0-0 | 1-0 | 0-1 | 1-1 | 2-1 | 0-1 | 3-0 | 3-4   | 0-4 | 1-2 | 1-0 | 2-0 |       | 0-0   | 2-2   |
| V. Guimarães                                               | 1-1 | 2-2 | 1-1 | 0-1 | 1-1 | 0-1 | 1-1 | 3-4 | 4-1 | 0-1 | 0-1   | 1-0 | 3-1 | 0-0 | 1-0 | 3-1   |       | 2-2   |
| V. Setúbal                                                 | 2-1 | 0-0 | 0-1 | 2-4 | 2-2 | 1-1 | 1-0 | 1-1 | 0-1 | 1-1 | 0-0   | 0-1 | 2-2 | 0-6 | 0-1 | 2-2   | 2-2   |       |
| - Victoire à domicile - Match nul - Victoire à l'extérieur |     |     |     |     |     |     |     |     |     |     |       |     |     |     |     |       |       |       |

Source : ligaportugal.pt.

## Statistiques

### Évolution du classement
| Club         | 1  | 2  | 3  | 4  | 5  | 6  | 7  | 8  | 9  | 10 | 11 | 12 | 13 | 14 | 15 | 16 | 17 | 18 | 19 | 20 | 21 | 22 | 23 | 24 | 25 | 26 | 27 | 28 | 29 | 30 | 31 | 32 | 33 | 34 |
| ------------ | -- | -- | -- | -- | -- | -- | -- | -- | -- | -- | -- | -- | -- | -- | -- | -- | -- | -- | -- | -- | -- | -- | -- | -- | -- | -- | -- | -- | -- | -- | -- | -- | -- | -- |
| Benfica      | 1  | 8  | 4  | 3  | 3  | 3  | 5  | 8  | 5  | 4  | 3  | 3  | 3  | 3  | 3  | 3  | 3  | 2  | 2  | 2  | 1  | 2  | 2  | 2  | 1  | 1  | 1  | 1  | 1  | 1  | 1  | 1  | 1  | 1  |
| FC Porto     | 2  | 3  | 1  | 1  | 1  | 1  | 1  | 2  | 2  | 2  | 2  | 2  | 2  | 1  | 2  | 2  | 2  | 3  | 3  | 3  | 3  | 3  | 3  | 3  | 3  | 3  | 3  | 3  | 3  | 3  | 3  | 3  | 3  | 3  |
| Sporting     | 4  | 5  | 2  | 2  | 2  | 2  | 2  | 1  | 1  | 1  | 1  | 1  | 1  | 2  | 1  | 1  | 1  | 1  | 1  | 1  | 2  | 1  | 1  | 1  | 2  | 2  | 2  | 2  | 2  | 2  | 2  | 2  | 2  | 2  |
| SC Braga     | 4  | 9  | 5  | 6  | 4  | 4  | 4  | 4  | 4  | 3  | 4  | 4  | 4  | 4  | 4  | 4  | 4  | 4  | 4  | 4  | 4  | 4  | 4  | 4  | 4  | 4  | 4  | 4  | 4  | 4  | 4  | 4  | 4  | 4  |
| V. Guimarães | 17 | 15 | 16 | 13 | 13 | 15 | 15 | 14 | 11 | 13 | 12 | 9  | 10 | 9  | 9  | 9  | 8  | 6  | 6  | 6  | 5  | 5  | 7  | 7  | 7  | 8  | 9  | 9  | 11 | 11 | 11 | 11 | 9  | 10 |
| Belenenses   | 8  | 13 | 11 | 16 | 14 | 13 | 13 | 10 | 12 | 10 | 13 | 13 | 13 | 12 | 13 | 11 | 12 | 11 | 12 | 10 | 10 | 9  | 10 | 12 | 11 | 10 | 11 | 11 | 10 | 10 | 10 | 10 | 11 | 9  |
| Nacional     | 12 | 9  | 12 | 7  | 11 | 12 | 12 | 12 | 14 | 12 | 8  | 10 | 12 | 13 | 14 | 12 | 13 | 15 | 15 | 14 | 15 | 15 | 15 | 13 | 12 | 11 | 10 | 10 | 9  | 9  | 9  | 9  | 10 | 11 |
| P. Ferreira  | 7  | 7  | 8  | 4  | 8  | 10 | 7  | 5  | 7  | 8  | 6  | 7  | 6  | 6  | 6  | 5  | 5  | 5  | 5  | 5  | 6  | 6  | 8  | 8  | 9  | 7  | 8  | 8  | 7  | 7  | 7  | 6  | 6  | 7  |
| Marítimo     | 12 | 14 | 15 | 9  | 15 | 8  | 10 | 13 | 10 | 7  | 9  | 12 | 8  | 10 | 10 | 10 | 10 | 10 | 13 | 13 | 14 | 14 | 12 | 11 | 10 | 12 | 12 | 12 | 12 | 12 | 12 | 12 | 12 | 13 |
| Rio Ave      | 8  | 4  | 7  | 11 | 6  | 6  | 3  | 3  | 3  | 5  | 5  | 6  | 5  | 7  | 7  | 7  | 6  | 7  | 7  | 7  | 7  | 8  | 6  | 5  | 6  | 6  | 6  | 6  | 6  | 6  | 6  | 7  | 8  | 6  |
| Moreirense   | 16 | 17 | 17 | 17 | 17 | 17 | 17 | 18 | 18 | 15 | 14 | 15 | 14 | 14 | 11 | 13 | 14 | 13 | 14 | 15 | 12 | 12 | 14 | 15 | 14 | 14 | 14 | 14 | 14 | 14 | 13 | 13 | 14 | 12 |
| Estoril      | 18 | 12 | 14 | 8  | 5  | 5  | 6  | 7  | 8  | 8  | 10 | 11 | 11 | 11 | 12 | 14 | 11 | 12 | 10 | 11 | 11 | 11 | 11 | 9  | 8  | 9  | 7  | 7  | 8  | 8  | 8  | 8  | 7  | 8  |
| Boavista     | 10 | 5  | 10 | 14 | 9  | 9  | 11 | 11 | 13 | 14 | 15 | 16 | 16 | 16 | 17 | 17 | 17 | 17 | 17 | 16 | 16 | 16 | 16 | 16 | 17 | 16 | 16 | 16 | 15 | 15 | 14 | 14 | 13 | 14 |
| Académica    | 15 | 18 | 18 | 18 | 18 | 18 | 18 | 17 | 17 | 17 | 17 | 17 | 17 | 17 | 16 | 16 | 16 | 16 | 16 | 17 | 17 | 17 | 17 | 17 | 16 | 17 | 17 | 17 | 17 | 17 | 17 | 18 | 18 | 18 |
| V. Setúbal   | 10 | 2  | 6  | 10 | 10 | 11 | 8  | 6  | 6  | 6  | 7  | 5  | 7  | 5  | 5  | 8  | 9  | 9  | 8  | 9  | 9  | 10 | 9  | 10 | 13 | 13 | 13 | 13 | 13 | 13 | 15 | 15 | 15 | 15 |
| Arouca       | 3  | 1  | 3  | 5  | 7  | 7  | 9  | 9  | 9  | 11 | 11 | 8  | 9  | 8  | 8  | 6  | 7  | 8  | 9  | 8  | 8  | 7  | 5  | 6  | 5  | 5  | 5  | 5  | 5  | 5  | 5  | 5  | 5  | 5  |
| Tondela      | 12 | 16 | 12 | 15 | 16 | 16 | 16 | 16 | 16 | 18 | 18 | 18 | 18 | 18 | 18 | 18 | 18 | 18 | 18 | 18 | 18 | 18 | 18 | 18 | 18 | 18 | 18 | 18 | 18 | 18 | 18 | 17 | 17 | 16 |
| U. Madeira   | 4  | 9  | 9  | 12 | 12 | 14 | 14 | 15 | 15 | 16 | 16 | 14 | 15 | 15 | 15 | 15 | 15 | 14 | 11 | 12 | 13 | 13 | 13 | 14 | 15 | 15 | 15 | 15 | 16 | 16 | 16 | 16 | 16 | 17 |

Source : ligaportugal.pt.

### Meilleurs buteurs
Dernière mise à jour : 15 mai 2016
| Rang | Joueur                 | Nationalité | Club              | Buts | Joués |
| ---- | ---------------------- | ----------- | ----------------- | ---- | ----- |
| 1    | Jonas                  | Brésil      | SL Benfica        | 32   | 34    |
| 2    | Islam Slimani          | Algérie     | Sporting          | 27   | 33    |
| 3    | Konstantínos Mítroglou | Grèce       | SL Benfica        | 19   | 32    |
| 4    | Léo Bonatini           | Brésil      | Estoril           | 17   | 33    |
| 5    | Rafael Martins         | Brésil      | Moreirense        | 16   | 27    |
| 6    | Bruno Moreira          | Portugal    | P. Ferreira       | 14   | 29    |
| 7    | Vincent Aboubakar      | Cameroun    | FC Porto          | 13   | 28    |
| 7    | Nathan Júnior          | Brésil      | CD Tondela        | 13   | 34    |
| 9    | Dyego Sousa            | Brésil      | CS Marítimo       | 12   | 28    |
| 9    | Henrique Dourado       | Brésil      | Vitória Guimarães | 12   | 28    |
| 9    | Diogo Jota             | Portugal    | P. Ferreira       | 12   | 31    |
| 9    | André Claro            | Portugal    | Vitória Setúbal   | 12   | 34    |

Source : uefa.com.

## Clubs engagés dans les compétitions de l'UEFA
| Club                       | Compétition         | Résultat                        | Contre            | Contre            | Contre            |
| -------------------------- | ------------------- | ------------------------------- | ----------------- | ----------------- | ----------------- |
| SL Benfica                 | Ligue des champions | Quart de finale                 | Bayern Munich     | Bayern Munich     | Bayern Munich     |
| FC Porto                   | Ligue des champions | Phase de groupes (3e)           | Chelsea FC        | Dynamo Kiev       | Maccabi Tel-Aviv  |
| FC Porto                   | Ligue Europa        | Seizième de finale              | Borussia Dortmund | Borussia Dortmund | Borussia Dortmund |
| Sporting Clube de Portugal | Ligue des champions | Barrages                        | CSKA Moscou       | CSKA Moscou       | CSKA Moscou       |
| Sporting Clube de Portugal | Ligue Europa        | Seizième de finale              | Bayer Leverkusen  | Bayer Leverkusen  | Bayer Leverkusen  |
| SC Braga                   | Ligue Europa        | Quart de finale                 | Chakhtar Donetsk  | Chakhtar Donetsk  | Chakhtar Donetsk  |
| Os Belenenses              | Ligue Europa        | Phase de groupes (4e)           | FC Bale           | Fiorentina        | Lech Poznań       |
| Vitória SC                 | Ligue Europa        | Troisième tour de qualification | SCR Altach        | SCR Altach        | SCR Altach        |

## Classements UEFA
Le classement par coefficient des associations est calculé sur la base des résultats des clubs de chaque association sur la saison en Ligue des champions et en Ligue Europa.
Le classement, combiné à celui des quatre années précédentes, est utilisé pour déterminer le nombre de clubs qu'une association (pays) pourra engager dans les compétitions de clubs de l'UEFA dans les années à venir.

### Coefficients des clubs
Dernière mise à jour : 11 décembre 2015
- Ligue des champions 2015-2016
- Ligue Europa 2015-2016

| Rang 2014/2015 | Rang 2015/2016 | Évolution | Club                       | 2011/2012 | 2012/2013 | 2013/2014 | 2014/2015 | 2015/2016 |                  |
| Rang 2014/2015 | Rang 2015/2016 | Évolution | Club                       | 2011/2012 | 2012/2013 | 2013/2014 | 2014/2015 | 2015/2016 | Coefficient UEFA |
| -------------- | -------------- | --------- | -------------------------- | --------- | --------- | --------- | --------- | --------- | ---------------- |
| 6              | 6              | =         | SL Benfica                 | 23.366    | 28.350    | 30.983    | 9.816     | 17.700    | 110.215          |
| 8              | 13             | - 5       | FC Porto                   | 12.366    | 22.350    | 17.983    | 26.816    | 12.700    | 92.215           |
| 33             | 36             | - 3       | Sporting Clube de Portugal | 22.366    | 6.350     | 1.983     | 11.816    | 8.700     | 51.215           |
| 37             | 54             | - 17      | SC Braga                   | 12.366    | 8.350     | 3.483     | 1.816     | 10.700    | 36.715           |
| 108            | 111            | - 3       | Vitória SC                 | 3.866     | 2.350     | 5.983     | 1.816     | 2.700     | 16.715           |
|                | 125            |           | Os Belenenses              | 2.366     | 2.350     | 1.983     | 1.816     | 5.700     | 14.215           |

Source : uefa.com.

### Coefficients des associations
Dernière mise à jour : 11 décembre 2015
| 1 | 1 | =   | Espagne    | 20.857 | 17.714 | 23.000 | 20.214 | 13.500 | 95.285 | 7/7 |
| 3 | 2 | + 1 | Allemagne  | 15.250 | 17.928 | 14.714 | 15.857 | 11.571 | 75.320 | 6/7 |
| 2 | 3 | - 1 | Angleterre | 15.250 | 16.428 | 16.785 | 13.571 | 10.625 | 72.659 | 6/8 |
| 4 | 4 | =   | Italie     | 11.357 | 14.416 | 14.166 | 19.000 | 10.333 | 69.272 | 5/6 |
| 6 | 5 | + 1 | France     | 10.500 | 11.750 | 8.500  | 10.916 | 9.583  | 51.249 | 3/6 |
| 5 | 6 | - 1 | Portugal   | 11.833 | 11.750 | 9.916  | 9.083  | 8.500  | 51.082 | 4/6 |

Source : uefa.com.